# アッシリア現代アラム語
アッシリア現代アラム語はアフロ・アジア語族中のセム語派に属する言語である。現代アラム語のひとつである。以前はイラン北西部のオルーミーイェ湖からトルコ南東部のスィイルトの間の地域に話者が居たが、現在はディアスポラとして広く世界のいたるところに分布している。エスノローグの推計によれば、話者数は約22万人（1994年）である。

## 別名
英語ではAssyrian Neo-Aramaicと表記するが、以下のような別名がある。
- Assyrian

アッシリア語（※アッカド語のアッシリア方言をアッシリア語という場合があるので混乱しないよう注意が必要である。）
- Aisorski

アイソル語
- Assyrianci
- Assyriski
- Lishana Aturaya
- Neo-Syriac

新シリア語
- Sooreth
- Suret
- Sureth
- Suryaya Swadaya

## 文字
シリア文字を用いて表記される。